# Rivulus rossoi
Rivulus rossoi är en fiskart som beskrevs av Costa 2005. Rivulus rossoi ingår i släktet Rivulus och familjen Rivulidae. Inga underarter finns listade i Catalogue of Life.